# Jorge de Bande
Jorge de Bande, o Georges de Bande (Luxemburg; 1588 – La Cavada, Cantàbria; 4 de desembre de 1643), va ser un industrial luxemburguès, senyor de Villasana de Mena.
Es coneix poc de la vida de Jorge de Bande abans de la seva arribada a la localitat càntabra de Liérganes. Va ser descendent de Jean de Bande, home feudal de la Roche i senyor de les Ardenes. El seu germà, Jean de Bande, va dur el títol de major de Laroche i va representar a la província de Luxemburg en el seu jurament de fidelitat al rei Felie IV el 1622. Se sap que va gaudir del títol d'arquer de sa Majestat i secretari de Jean de Croÿ, comte del Solre i soci propietari de la fàbrica d'artilleria situada en la mateixa localitat. El seu parentiu amb la família Neuveforge, amb interessos en la indústria metal·lúrgica i armamentística, el va apropar a aquest sector industrial. El préstec de 2.700 ducats realitzat per Bande amb destinació a la Corona espanyola fa suposar que era un personatge modest però amb una suficient estabilitat econòmica. Se'l descriu com un home alt, fort, amb barba rossa i intel·ligent i hàbil en els negocis.
El seu auge social i econòmic el deu en la seva major part a Joan Decorte dit Curtius, industrial de Lieja que es veu arruïnat i obligat a cedir els drets d'explotació de la fosa d'artilleria que havia començat a engegar el 1617 a Liérganes.
Després de la mort de Jean Curtius un grup de socis es farà càrrec de l'empresa: el Comptador Salcedo Aranguren, Charles Baudequín, Jean de Croÿ i De Bande. Aquesta societat dura poc temps, ja que el 1631 és Jorge de Bande el que es presenta com a únic propietari de les foses, desconeixent-se més detalls sobre les maniobres que li van donar el control de la factoria.
La fàbrica de Liérganes rep a l'agost de 1628 un primer encàrrec de 200 canons i l'any 1629 arrenda per vint anys, i amb els altres socis, el Molí de la Vega de Liérganes juntament amb els seus enginys i construccions associades. La necessitat d'assegurar les comunicacions amb Flandes, tant marítimes com a terrestres, obliga a la Corona sol·licitar un considerable nombre de canons en els següents anys. Aquesta demanda i les encertades previsions de Bande li porten a construir una altra factoria en el proper lloc de la Cavada i un moll per a materials en el lloc de Tijero. El 1635, designa al seu nebot Egide Englebert, conegut a Espanya com a Gil Engleberto de Neuveforge, la direcció de les instal·lacions de Liérganes.
Jorge de Bande introduirà innovacions en la fabricació de les peces d'artilleria que milloraran la fama de la fàbrica de la Cavada i el seu volum de producció.
Davant la Guerra dels Segadors, buscarà un emplaçament proper al teatre d'operacions per construir una nova fàbrica dedicada a la fabricació de munició. S'aixeca en la localitat de Corduente, actual província de Guadalajara, i serà dirigida pels seus nebots Gil Engleberto de la Neuveforge (mort el 6 d'octubre de 1647) i Laudovinos de Neuveforge (mort el 10 de març de 1668).
La factoria de la Cavada, denominada “de Santa Bárbara”, va ser construïda amb l'ajuda de Miguel de Olivares, Secretari del Real Consell de Flandes i natural de Riotuerto. Es desconeixen els termes d'associació entre Jorge de Bande i Miguel de Olivares però el primer es casarà amb l'esposa del fill de Olivares, Juan de Olivares Morán, després de la seva mort amb 39 anys.
La nova parella i els fills d'ella viuran en el Palau de los Olivares, en la Cavada, propietat de la seva dona Mariana de Brito, nascuda en l'actual Bèlgica el 1607. De Bande no tindrà cap descendent. El 4 de desembre de 1643 mor i és enterrat a la capella de San Andrés de Liérganes. En la seva làpida es pot llegir:
| « | (castellà) Aquí está sepultado Jorge de Vande, natural de la provincia de Luxemburgo, Secretario de Su Majestad, Señor de Villasana y de los Ingenios de Liérganes y Santa Bárbara. Cuatro de diciembre de 1643. | (català) Aquí està sepultat Jorge de Bande, natural de la província de Luxemburg, Secretari de Sa Majestat, Senyor de Villasana i de los Ingenios de Liérganes y Santa Bárbara. Quatre de desembre de 1643. | » |

D'acord amb el seu testament, la seva esposa Mariana de Brito va prendre possessió de la fàbrica fins a la seva mort, el 1674.
Durant la seva vida, Jorge de Bande va aconseguir una important fortuna, fruit d'unes beneficioses pràctiques comercials, que va causar alguns recels i especulacions i que a la llarga va suposar la intervenció d'alguns dels seus béns quan ell ja havia mort.
Va comprar el Senyoriu de Villasana de Mena, muntanyes a Miera i Matienzo i les mines de la muntanya Vizmaya a Entrambasaguas. Va ser nomenat Tresorer de Milions de Laredo i va aconseguir un Privilegi com a hidalgo. A més, va ser benefactor del Col·legi de Jesuïtes de Santander en el qual s'oferia estudi als joves de Trasmiera.